# جاناتان دل آرکو
جاناتان دل آرکو (انگلیسی: Jonathan Del Arco؛ زادهٔ ۷ مارس ۱۹۶۶) بازیگرسینما، تئاتر، تلویزیون و فعال حقوق دگرباشان جنسی اهل اروگوئه است.